# Etiopie na Letních olympijských hrách 2008
Etiopie se účastnila Letní olympiády 2008 ve dvou sportech. Zastupovalo ji 22 sportovců.

## Atletika - běh
Derese Mekonnen, Mulugeta Wondimu, Mekonnen Gebremedhin, Demma Daba, Nahom Mesfin, Roba Gari, Yacob Jarso, Kenenisa Bekele, Tariku Bekele, Abreham Cherkos Feleke, Ali Abdosh, Sileši Sihine, Haile Gebrselassie, Ibrahim Jeylan, Tsegay Kebede, Deriba Mergia, Gudisa Shentema, Gashaw Melese, Gelete Burkaová, Meskerem Assefa, Zemzem Ahmed, Mekdes Bekele, Sofia Assefaová, Tiruneš Dibabaová, Meseret Defarová, Meselech Melkamuová, Belaynesh Fekadu, Mestawet Tufa, Ejegayehu Dibabaová, Wude Ayalew, Gete Wamiová, Berhane Adereová, Bezunesh Bekele, Dire Tuneová

## Box
Molla Getachew

## Medailisté
| Medaile | Jméno             | Sport    | Soutěž        |
| ------- | ----------------- | -------- | ------------- |
| Zlato   | Tiruneš Dibabaová | Atletika | Ženy 10 000 m |
| Zlato   | Tiruneš Dibabaová | Atletika | Ženy 5 000 m  |
| Zlato   | Kenenisa Bekele   | Atletika | Muži 5 000 m  |
| Zlato   | Kenenisa Bekele   | Atletika | Muži 10 000 m |
| Stříbro | Sileši Sihine     | Atletika | Muži 10 000 m |
| Bronz   | Meseret Defarová  | Atletika | Ženy 5 000 m  |
| Bronz   | Tsegay Kebede     | Atletika | Muži maraton  |